# Église catholique au Danemark
L'Église catholique au Danemark (en danois : Katolske Kirke i Danmark) désigne l'organisme institutionnel et sa communauté locale ayant pour religion le catholicisme au Danemark (dont les îles Féroé et le Groenland).
L'Église au Danemark est organisée en une unique juridiction épiscopale, le diocèse de Copenhague, qui n'est pas soumis à une juridiction nationale au sein d'une Église nationale mais qui est une Église particulière exemptée soumise immédiatement à la juridiction universelle du pape, évêque de Rome, au sein de « l'Église universelle ».  
Le diocèse de Copenhague rassemble 45 paroisses.   
En étroite communion avec le Saint-Siège, l'évêque du diocèse de Copenhague est membre d'une instance de concertation, la Conférence épiscopale nordique.   
L'article 3 de la Constitution du Danemark du 1er juin 1849 déclare « La religion évangélique luthérienne est celle de la nation ; à ce titre, elle est soutenue par l'État » et l’article 6 : «  Le Roi doit appartenir à l'Église évangélique luthérienne ». La confession Luthérienne est donc la religion d'État du Danemark, tout en autorisant les autres confessions dont l'Église catholique, par l’article 81 : «  Les citoyens ont le droit de se réunir en assemblée pour prier Dieu suivant leur conviction, à condition que leurs doctrines et leurs actes ne soient pas contraires aux bonnes mœurs ni à l'ordre public ». Dans la Constitution de 1953, l’article 81 de la constitution de 1848 devient l’article 67.
L'Église catholique est une communauté religieuse minoritaire au Danemark.   

## Histoire
Introduit au Danemark au début du VIIIe siècle, l’Église catholique romaine devient religion d'État par le baptême du roi Knut le Grand (1018 – 1035). De 1126 à 1378, le Groenland et les îles Féroé ont leur propre église, l'Église catholique au Groenland qui se composa d'un unique diocèse, le diocèse de Gardar.
Le dernier roi catholique du Danemark, Frédéric Ier décéda en 1533. Son fils, Christian III prit l'Église luthérienne comme religion d'État le 12 août 1536. La Constitution du Danemark du 1er juin 1849 signée par le roi Frédéric VII reconnait que « l’Église évangélique luthérienne est l’Église du peuple danois » et qu’elle est soutenue par l’État. De plus, elle reconnait de nouveau légalement l’Église catholique. 

## Place dans la société danoise
À l’exception du sud du Jutland, pour obtenir une attestation de naissance et d’identité, tous les citoyens danois nés au Danemark et appartenant à une autre religion que l'Église luthérienne danoise, doivent malgré tout s'adresser à l'Église luthérienne danoise qui joue le rôle d'état civil. 
Les Danois de l'Église luthérienne danoise doivent payer un impôt pour l'Église luthérienne danoise. Les Danois d'une autre religion ne le versent pas mais doivent payer l'équivalent à l'État.
Après l'introduction du principe de liberté religieuse dans la Constitution danoise de 1953, la mission du Groenland a été confiée aux Oblats de Marie-Immaculée, qui ont été présents dans le pays de 1958 à 2009, et depuis, aux prêtres de l’Institut du Verbe Incarné (IVE).

## Statistiques
Lors d’une enquête de Eurobarometer 83.4 réalisée en mai-juin 2015 au Danemark, avec 35 000 fidèles catholiques (1,3 %), l'Église catholique est la troisième communauté religieuse après l'Église luthérienne danoise (67,4 %) et les Orthodoxes (2,0 %).